# Onthophagus atricapillus
Onthophagus atricapillus es una especie de coleóptero de la familia Scarabaeidae.

## Distribución geográfica
Habita en el paleártico: el Magreb (en Ceuta y alrededores).